# واهاک هات‌رانتیک (آریزونا)
واهاک هات‌رانتیک (به انگلیسی: Wahak Hotrontk) یک منطقهٔ مسکونی در ایالات متحده آمریکا است که در شهرستان پیما، آریزونا واقع شده‌است. واهاک هات‌رانتیک ۳٫۹۹ کیلومتر مربع مساحت و ۲٬۳۸۰ نفر جمعیت دارد و ۵۹۱٫۰۱ متر بالاتر از سطح دریا واقع شده‌است.